# Robert Stamm

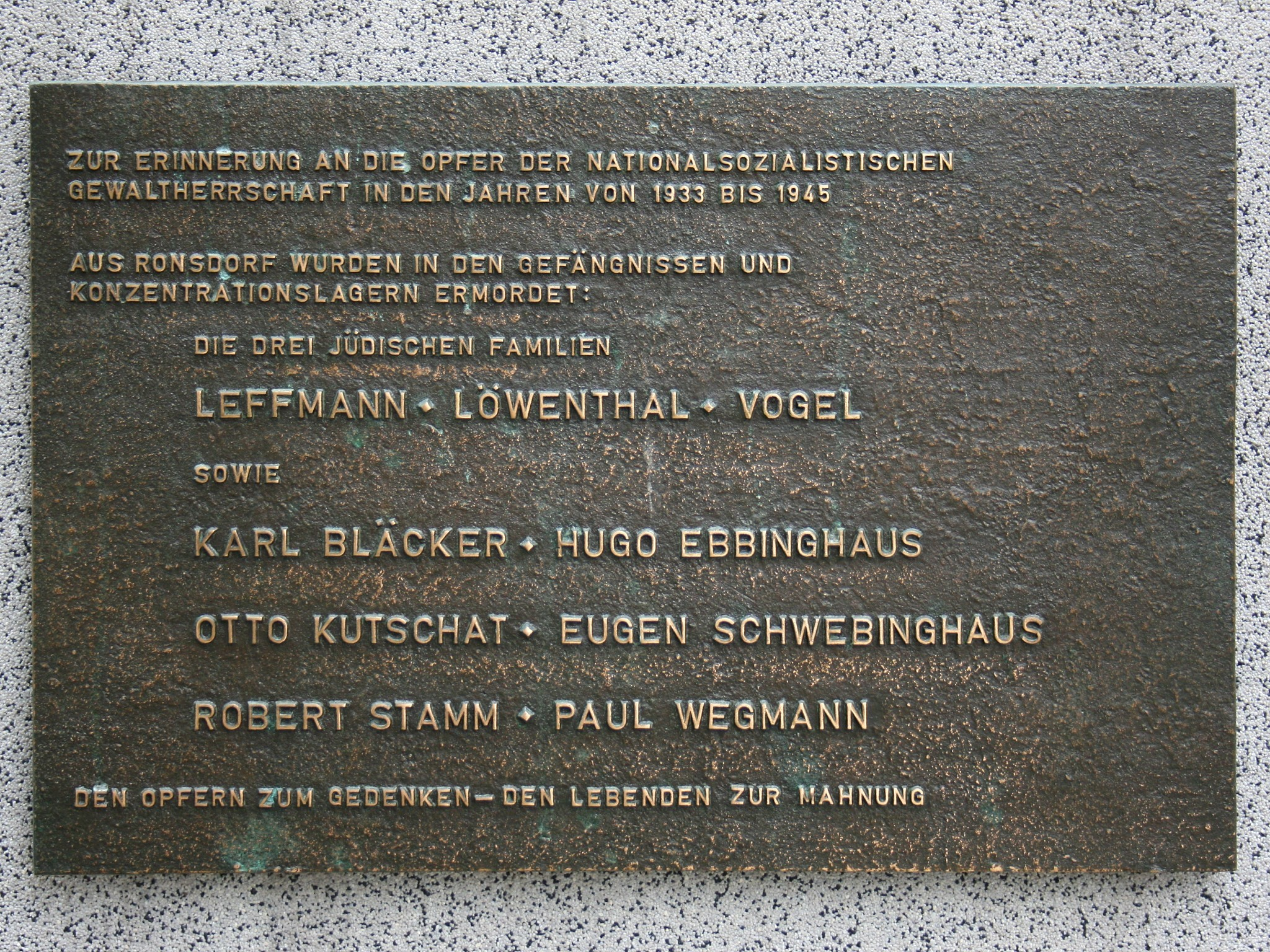
Gedenktafel für die Opfer der NS-Verfolgung am Ronsdorfer Ämterhaus

Robert Stamm (* 16. Juli 1900 in Remscheid; † 4. November 1937 in Berlin-Plötzensee) war ein deutscher Politiker, 1932/33 Bremer Reichstagsabgeordneter der KPD und ein Opfer des NS-Regimes.

## Leben
Robert Stamm wuchs in einer sozialdemokratischen Arbeiterfamilie auf. Er schloss sich während seiner Lehre als Werkzeugschlosser und dem Besuch der Fachschule für Werkzeug- und Maschinenbau der Spartakusgruppe um Karl Liebknecht und Rosa Luxemburg an. 1919 trat er der KPD bei und nahm an den Abwehrkämpfen gegen den Kapp-Putsch teil. Seit 1924 arbeitete er als Redakteur und hauptamtlicher Funktionär seiner Partei, für die er eine Zeitlang dem Stadtrat von Wuppertal angehörte. 1931 bis 1933 leitete er in Bremen den KPD-Bezirk Nordwest. Im Juli 1932 wurde Stamm im Wahlkreis Weser-Ems in den Reichstag gewählt. Im November 1932 und auch am 5. März 1933 kandidierte er erfolgreich, ohne allerdings nach der letzten „freien“ Reichstagswahl das Mandat noch ausüben zu können.
Am 7. Februar 1933 nahm Stamm an der illegalen Tagung des Zentralkomitees der KPD im Sporthaus Ziegenhals bei Berlin teil. Nach dem Reichstagsbrand ging er in den Untergrund, war bis zum Juni 1933 Instrukteur für den Bezirk Hannover der KPD und von März bis Oktober 1934 Pol-Leiter des Bezirks Berlin-Brandenburg.
Im Oktober 1934 verließ Stamm Deutschland und hielt sich zur Vorbereitung des VII. Weltkongresses der Kommunistischen Internationale in Moskau auf. Nach der Rückkehr am 10. Februar 1935 wurde er zusammen mit Adolf Rembte, Käte Lübeck und Max Maddalena am 27. März 1935 von der Gestapo verhaftet und in Berlin-Moabit inhaftiert. Am 4. Juni 1937 wurde Stamm vom Volksgerichtshof wegen „Vorbereitung eines hochverräterischen Unternehmens unter erschwerenden Umständen“ zum Tode verurteilt und, trotz internationaler Proteste, am 4. November 1937 im Gefängnishof von Plötzensee auf dem Schafott enthauptet.
Bereits vor der Hinrichtung hatte sich das Geheime Staatspolizeiamt gegen eine Übergabe des Leichnams von Stamm an seine Angehörigen ausgesprochen: „Es muß unter allen Umständen verhindert werden, daß mit Leichen hingerichteter Hoch- und Landesverräter irgendein Kult getrieben wird bezw. Märtyrerfriedhofe geschaffen werden“, so ein Gestapo-Schreiben vom 17. Juni an den Reichsanwalt beim Volksgerichtshof.

## Gedenken

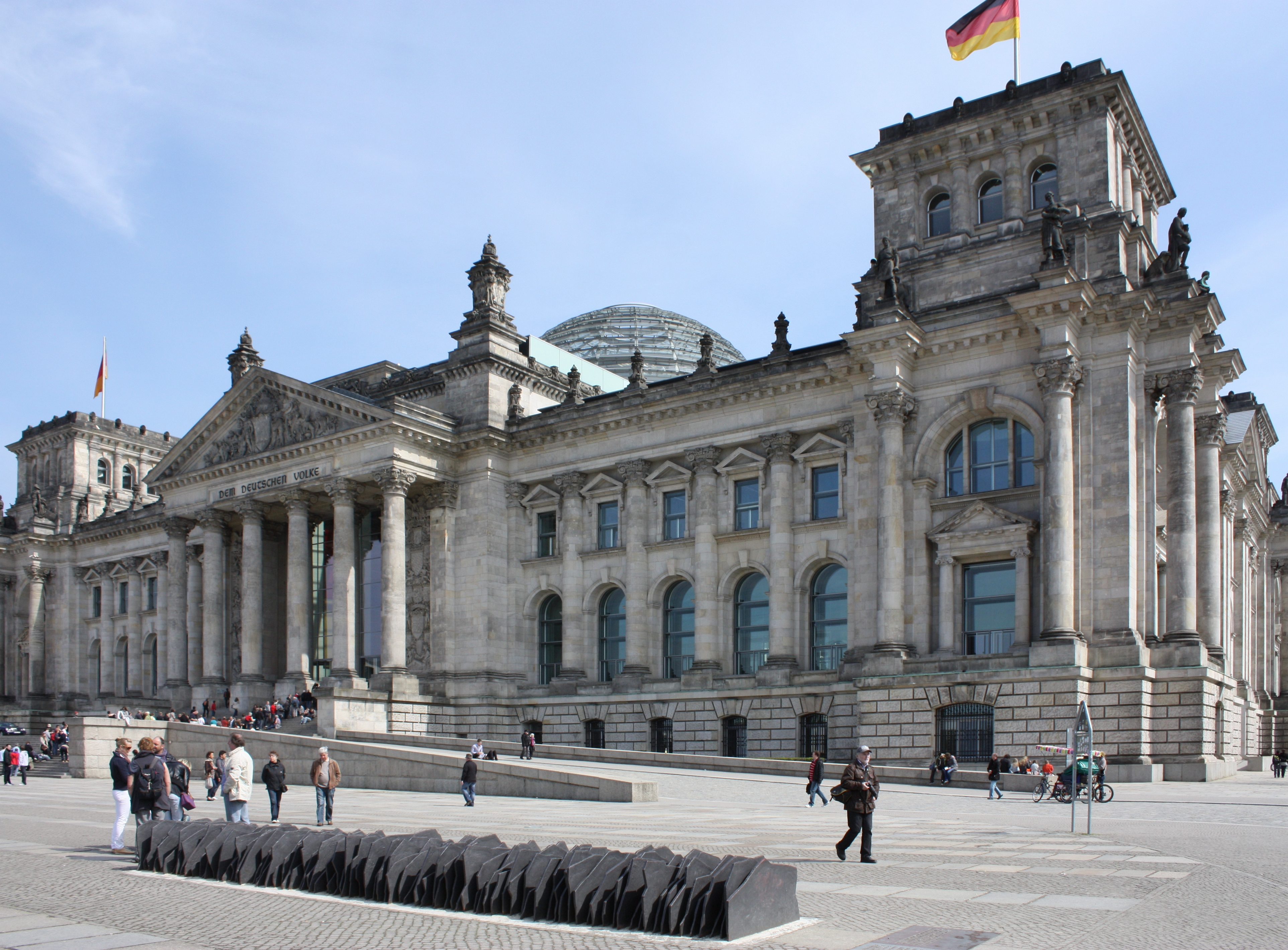
Gedenktafeln am Reichstag

Seit 1992 erinnert in Berlin in der Nähe des Reichstags eine der 96 Gedenktafeln für von den Nationalsozialisten ermordete Reichstagsabgeordnete an Stamm.
In Berlin-Treptow war die 15. Polytechnische Oberschule zu DDR-Zeiten nach ihm benannt.